# Der Richtplatz

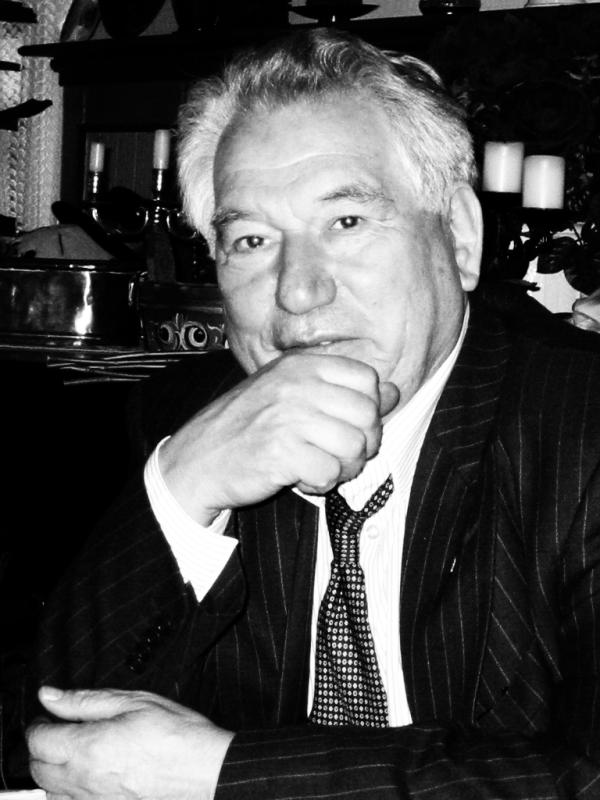
Tschingis Aitmatow, 9. November 2003

Der Richtplatz ist ein Roman des kirgisischen Schriftstellers Tschingis Aitmatow. Die Erstausgabe erfolgte 1986 in russischer Sprache unter dem Titel Плаха („Placha“) in der Zeitschrift Новый мир („Novyj mir“ = ‚Neue Welt‘) in drei Folgen. Die deutsche Erstausgabe in der Übersetzung von Friedrich Hitzer erschien 1987 im Unionsverlag. In der DDR erschien das Buch, ebenfalls 1987, unter dem Titel Die Richtstatt in der Übersetzung von Charlotte Kossuth im Verlag Volk und Welt. Erschienen in den letzten Jahren der Sowjetunion, unterstützte die in ihm enthaltene Kritik an den gesellschaftlichen Verhältnissen die gerade beginnende Perestrojka und auch den Wandel in der DDR.

## Inhalt
Der Roman erzählt die voneinander unabhängigen Schicksale zweier Menschen, das des jungen Theologen und Weltverbesserers Awdij Kallistratow und das des reformerischen Schafhirten Boston Urkuntschijew. Künstlerisch werden diese durch die Rahmengeschichte des Wolfpaares Akbara und Taschtschajnar verknüpft, denn die Wölfe begegnen den beiden Hauptpersonen des Romans an entscheidenden Stellen. Der Roman thematisiert die Verantwortung des Menschen für die Natur und für sich selbst. Es geht um das schwierige Ringen des Menschen, sich für das Böse oder das Gute zu entscheiden. Philosophisches Zentrum ist ein in den Roman integriertes fiktives Gespräch zwischen Pontius Pilatus und Jesus Christus vor dessen Hinrichtung auf Golgatha.

### Teil 1

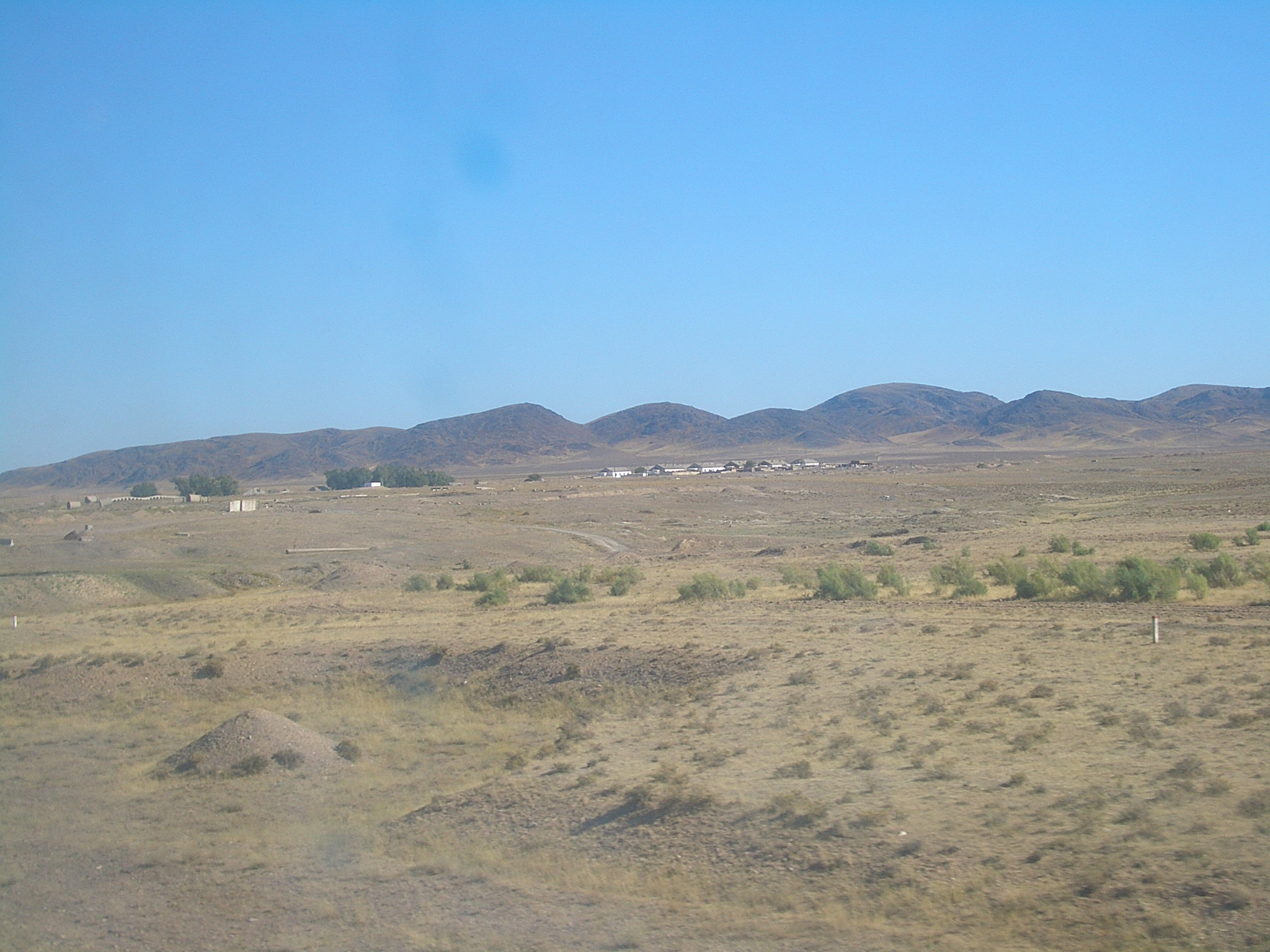
Steppe in der Nähe von Schu (Südkasachstan), vom Zug aus aufgenommen

Das Buch beginnt aus der Perspektive der Wölfe Akbara und Taschtschajnar, die sich im Bergland nördlich des größten Sees Kirgisistans, dem Issyk-Kul, im Hochgebirge Tian Shan, ein Revier erobert haben. Der Roman beginnt als klassischer Tier- oder Naturroman. Hervorgerufen durch das Heranrauschen eines Hubschraubers, beginnt eine Rückblende. Mit diesem, den Tieren unheimlichen Etwas, haben die Wölfe schlechte Erfahrungen gemacht. Es ist ein Grund, warum sie nun hier sind und nicht mehr in der entfernten südkasachischen Steppe Mujunkum, ihrer Heimat. Der Leser wird mitgenommen in die Vergangenheit. Die Wölfin Akbara hat ihre ersten Jungen bekommen und lebt glücklich. Bei einem Ausflug mit ihren Jungen begegnen diese einem Menschen. Es ist Awdij Kallistratow, der halbnackt durch die Savanne rennt, berauscht vom in voller Blüte stehenden Steppenhanf. Er hat sich von seinen Begleitern beim Marihuana-Sammeln weit entfernt. Als er die Wolfsjungen sieht und mit ihnen liebevoll spricht, bemerkt ihn Akbara. Nur durch ein instinktives Ducken kann sich Awdji vor dem Ansprung der Wölfin retten. Diese entscheidet sich zur Flucht mit den Kleinen.

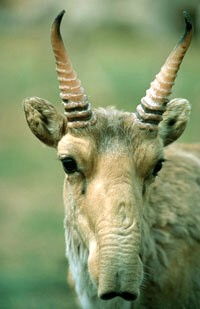
Saiga-Antilope

 Noch haben die Wölfe ein gutes Leben. Akbara jagt während des Sommers Kleintiere für ihre Jungen und träumt von der gemeinsamen Jagd im Herbst, wenn die Wölfe auf Großwildjagd gehen. Ihre Beute sind dann die zentralasiatischen Saiga-Antilopen. Als es so weit ist, macht sich die Familie auf den Weg.

Plötzlicher Hubschrauberlärm bringt eine jähe Wende ins Leben der Wölfe. Die Menschen machen Jagd auf die Antilopen. Um das Soll des sozialistischen Plans für die Fleischproduktion zu erfüllen, kam ein Parteifunktionär auf die Idee, die Antilopen zu bejagen. Die Herden werden aus der Luft systematisch zum Abschuss zusammengetrieben. Eine Hetzjagd auf Leben und Tod beginnt, und die Wölfe sind mitten darin. Aus Autos heraus werden die Saigas mit Maschinenpistolen erschossen. Akbaras Kinder sterben. Wie durch ein Wunder überleben die beiden Alten. Zur Höhle können sie am Abend nicht zurück. Da sind Menschen, Kadaversammler. Unter ihnen auch wieder Awdij. Der liegt allerdings gefesselt zwischen toten Saigas auf einem LKW. Die anderen sind betrunken und wollen diesem „Popen“ gleich eine Umerziehungsmaßnahme zukommen lassen.

Awdij erinnert sich zurück: an seine Kindheit, seinen Vater, einen orthodoxen Diakon, seinen Weg ins geistliche Seminar; an seine Auseinandersetzungen dort. Er ist ein Neudenker, der sich für eine Reformation der Kirche starkmacht, für Anpassung an die Zeit. Doch die Kirche pocht auf Tradition und Gehorsam. Awdji verlässt das Seminar. Man rät ihm zur Vorsicht, denn auch die Welt außerhalb der Kirchenmauern (sozialistische Diktatur) setzte auf Macht und Unterwerfung. Awdji, der Weltverbesserer, glaubt an Gott, wenn auch in seiner neuen, unbestimmten Art und Weise. Er möchte Menschen helfen, ein rechtschaffenes Leben zu führen. Da hört er von dem Fall eines Drogenkuriers, der nur durch das Eintreten des Onkels vor einer Jugendstrafe in Sibirien bewahrt wurde. Awdij sieht nun seine Aufgabe darin, Drogenkuriere zu „bekehren“, und will eine entsprechende Reportage für die Zeitung verfassen. Mit den Hinweisen und der Referenz des Jugendlichen trifft er am Kasaner Bahnhof in Moskau auf die Kuriere, junge Leute aus allen Ecken der Sowjetunion, die auf der Suche nach dem schnellen Geld sind. Sie machen sich auf die Reise in die zentralasiatischen Republiken, wo der wilde Hanf wächst. Mit zwei von ihnen, Petrucha und Lenka, freundet er sich an und will versuchen, sie vom Drogensammeln abzubringen.

### Teil 2

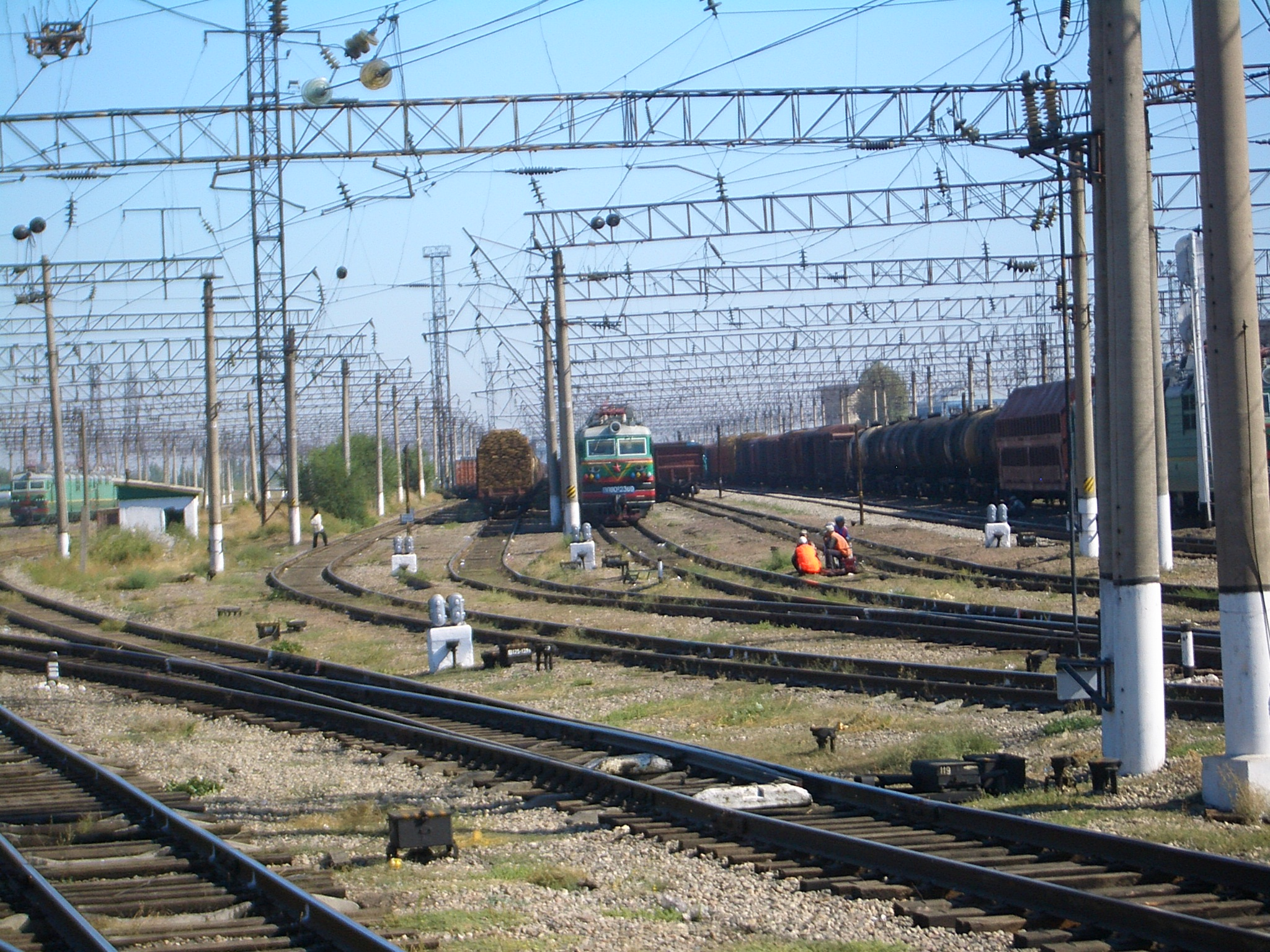
Gleisanlage im Bahnhof von Schu in der Mujun-Kum, Südkasachstan

Der Anführer der Truppe bleibt lange Zeit unerkannt. Erst als sie bereits in der Steppe sind, der Hanf gepflückt und getrocknet ist und sie sich auf die Rückreise vorbereiten, trifft Awdij auf Grischan. Dieser hat bereits gemerkt, dass Awdij kein gewöhnlicher Kleinkrimineller ist. Er hat von dessen Versuchen gehört, Lenka und Petrucha von ihrem Handwerk abzubringen, und fordert nun eine Erklärung. Er will, dass Awdij die Truppe verlässt. Es entwickelt sich ein Streitgespräch über das Recht und Unrecht des Drogengeschäftes. Grischans Standpunkt ist, dass die Menschen keine Erlösung von Gott erwarten, sondern Trost im Hier und Jetzt. Dazu verhelfe er ihnen mit den Drogen. Er lässt sich aber auf einen Handel ein: Sollte es Awdij gelingen, Lenka und Petrucha auf der Rückreise zur Bahnstation zu überzeugen, würde er sie mit ihm ziehen lassen. Anderenfalls solle Awdij die Truppe verlassen.
Die Kuriere stoppen einen der vielen Güterzüge, um als schwarze Passagiere bis zur Station Shalpak-Saz zu reisen und dort in Personenzüge umzusteigen. Unterwegs bitten die Kuriere Grischan, endlich etwas von ihrer Marihuana-Ernte rauchen zu dürfen. Awdij versucht Einhalt zu gebieten. Die Situation eskaliert, als er seine Ernte aus dem Zug wirft und die anderen auffordert, dies auch zu tun. Die berauschten Kuriere prügeln rasend vor Wut auf ihn ein und werfen ihn aus dem fahrenden Zug. Awdij überlebt wie durch ein Wunder. Es ist Freitag.
Szenenwechsel: Jerusalem. Jesus ist zum Tode verurteilt und wird dem römischen Statthalter vorgeführt. Der sieht in ihm einen raffinierten Verführer, der mit seinen Reden die Massen auf seine Seite bringen will, um dann selbst an die Macht zu kommen. Dennoch zieht diese Person sein Interesse an. Es entwickelt sich ein tiefsinniges Gespräch zwischen den beiden grundverschiedenen Männern. Dieses philosophische Gespräch enthält die Idee einer besseren Gesellschaft, aber auch die Realität der Ablehnung durch die Masse der Menschen; eine Tragödie, aus der heraus auch die weiteren Schicksale der Hauptfiguren des Romans zu interpretieren sind (siehe Interpretation unten). Jesus lehnt seine Rettung durch Pilatus ab, da er damit seinem eigenen Gewissen bzw. Gott untreu werden würde, und stirbt mit 33 Jahren.
Awdij erwacht am nächsten Morgen und schleppt sich zur Landstraße. Auf einem Fuhrwerk darf er mit in die Stadt Shalpak-Saz fahren. Aufgrund seiner Wunden und der zerschundenen Kleidung wird er von der Miliz aufgegriffen. In der Polizeiwache trifft er auf die Drogenkuriere. Sie wurden alle – bis auf Grischan – gefasst und warten auf ihren Abtransport. Awdij, noch immer besessen vom Gedanken, sie retten zu können, möchte mit ihnen gefangen sein. Der Milizionär hält ihn aber für geistig verwirrt und setzt ihn auf die Straße. Er kommt ins örtliche Krankenhaus. Dort trifft er auf Inga Fjodorowna, in die er sich verliebt. Inga ist Wissenschaftlerin, alleinerziehend und beschäftigt sich mit der Bekämpfung der Hanfpflanze. Sie kämpfen beide an der gleichen Front –  mit dem Mittel des Wortes, sie mit der Wissenschaft.

Nach seiner Regeneration fährt Awdij zurück nach Moskau, um seinen Bericht über die Jugendkriminalität zu veröffentlichen. Er erhofft sich ein Signal, das die Gesellschaft aufrüttelt. Stattdessen wird der Artikel nicht gedruckt. Es wäre eine Schande für die Sowjetunion. Es kann nicht sein, was nicht sein darf. Awdij hält sich mit Gelegenheitsjobs über Wasser und schreibt täglich seiner Geliebten. Sie planen eine gemeinsame Zukunft. 

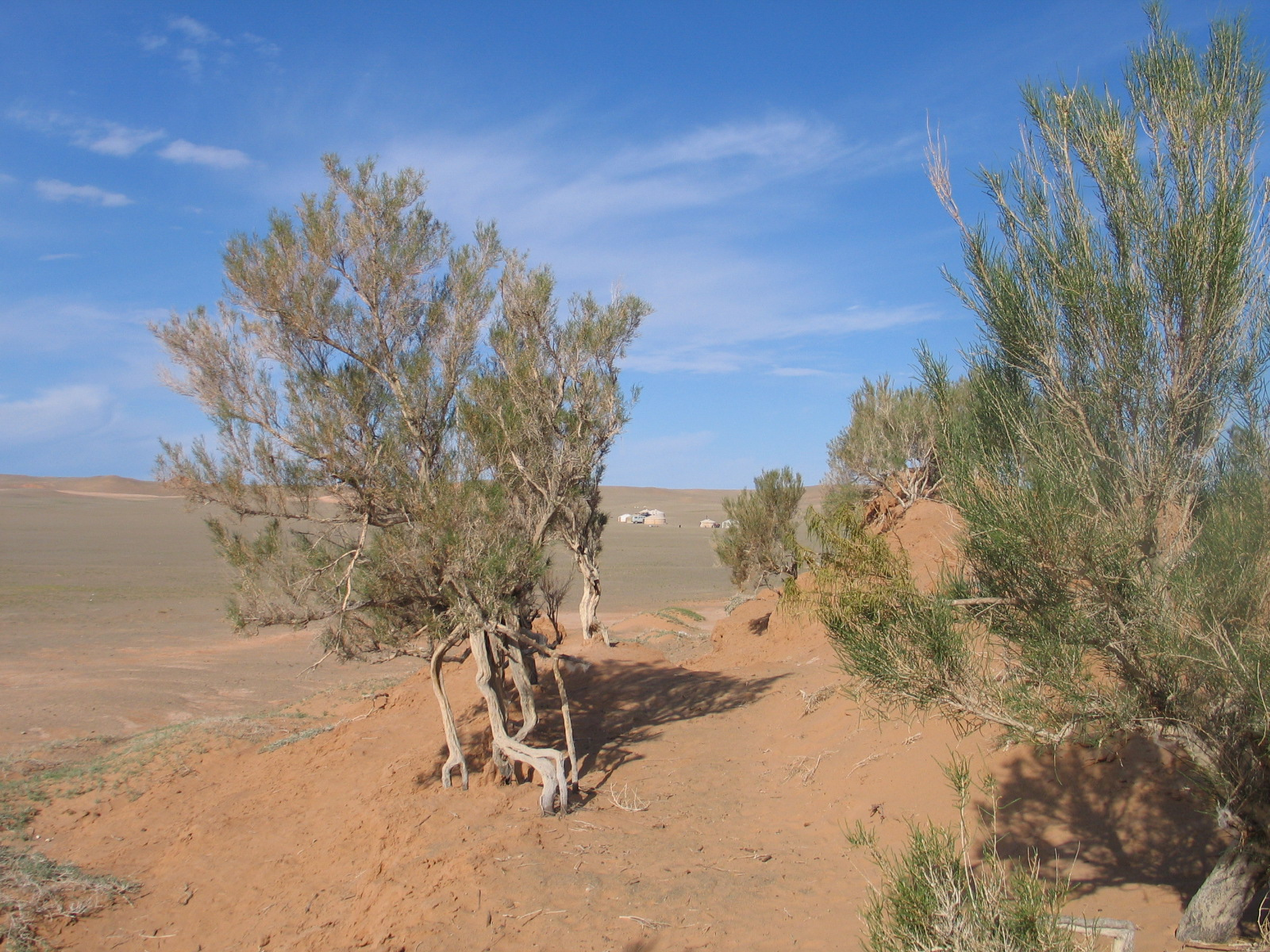
Saxaul-Gebüsch

 Zum Kennenlernen der Schwiegereltern fährt er im Herbst zurück zu Inga. Als er in Shalpak-Saz ankommt, ist Inga nicht da. Ein Zettel im Schlüsselloch erklärt, dass sie dringend abreisen musste, da es Probleme mit ihrem Ex-Mann hinsichtlich des Sorgerechts gab. Awdij möge sich den Schlüssel bei einer Bekannten holen, sie sei bald zurück.
So schlendert Awdij durch die Stadt und trifft am Bahnhof auf Ober-Kandalow, einen Ex-Militär, der Mitarbeiter für die anstehende Treibjagd auf die Saigas sucht. Da er knapp bei Kasse ist, willigt Awdij ein. Nachdem Awdij, wohl angesichts des barbarischen Massakers an den Saigas, ausgetickt war und auf die Jagdhelfer eingeredet hatte, sie mögen mit ihm allesamt zu Gott beten und um Vergebung dieser Schuld bitten (wobei er das falsche Publikum gewählt hat), wird er von den Männern ruhiggestellt. Nach Stunden und mehreren Flaschen Wodka erinnert man sich an ihn und will ihn umerziehen. Leider verkennt Awdij auch diesmal den Ernst der Lage. Statt einzulenken, bleibt er bei seinen Überzeugungen, wie im Wagon bei den Drogenkurieren. Da er Gott nicht abschwören will und den Alkohol, der ihm eingeflößt wird, ausspuckt, wird er geschlagen und getreten. Ohnmächtig werdend, denkt er an Inga, seine Liebe. Was aus ihr werden mag? Auch spürt er mystisch die Nähe der Wölfe, die sich ihrer Höhle nähern.
Jemand unter den Saufbrüdern kommt auf die Idee, den „Popen“ zu kreuzigen. Sie binden ihn hängend kreuzweise zwischen Saxaul-Stäucher und fahren dann ab. Schmerzen durchfahren seinen zerschundenen Körper. Nach einigen Stunden kommt Akbara. Sie scheint sich an diesen Menschen zu erinnern. Awdij begrüßt sie mit den Worten „Du bist da …“ und stirbt. Am Morgen kommen die Henker zurück. Die Wölfe trollen sich und verlassen die Steppe Mujun-Kum für immer in Richtung Süden. Ihr nächstes Revier am See Aldasch bringt ihnen ebenfalls kein Glück. Hier verlieren sie ihren zweiten Wurf, als man für den Bau von Eisenbahnstrecken für den Tagebau das hinderliche Röhricht niederbrennt. Die Wölfe wandern nun ins Gebirge und kommen schließlich am Issyk-Kul an, dem größten See Kirgisistans. „Weiterlaufen war nicht mehr möglich. Vor ihnen lag das Meer … Hier begannen Akbara und Taschtschajnar ihr Leben noch einmal von neuem. Und wieder wurden Wolfsjunge geboren – dieses Mal kamen vier Tiere zur Welt. Es war ihr letzter verzweifelter Versuch, ihre Sippe fortzupflanzen. Doch dort, am Issyk-Kul, vollendete sich die Geschichte der Wölfe in einer schrecklichen Tragödie …“ (Abschluss Teil 2, S. 307).

### Teil 3

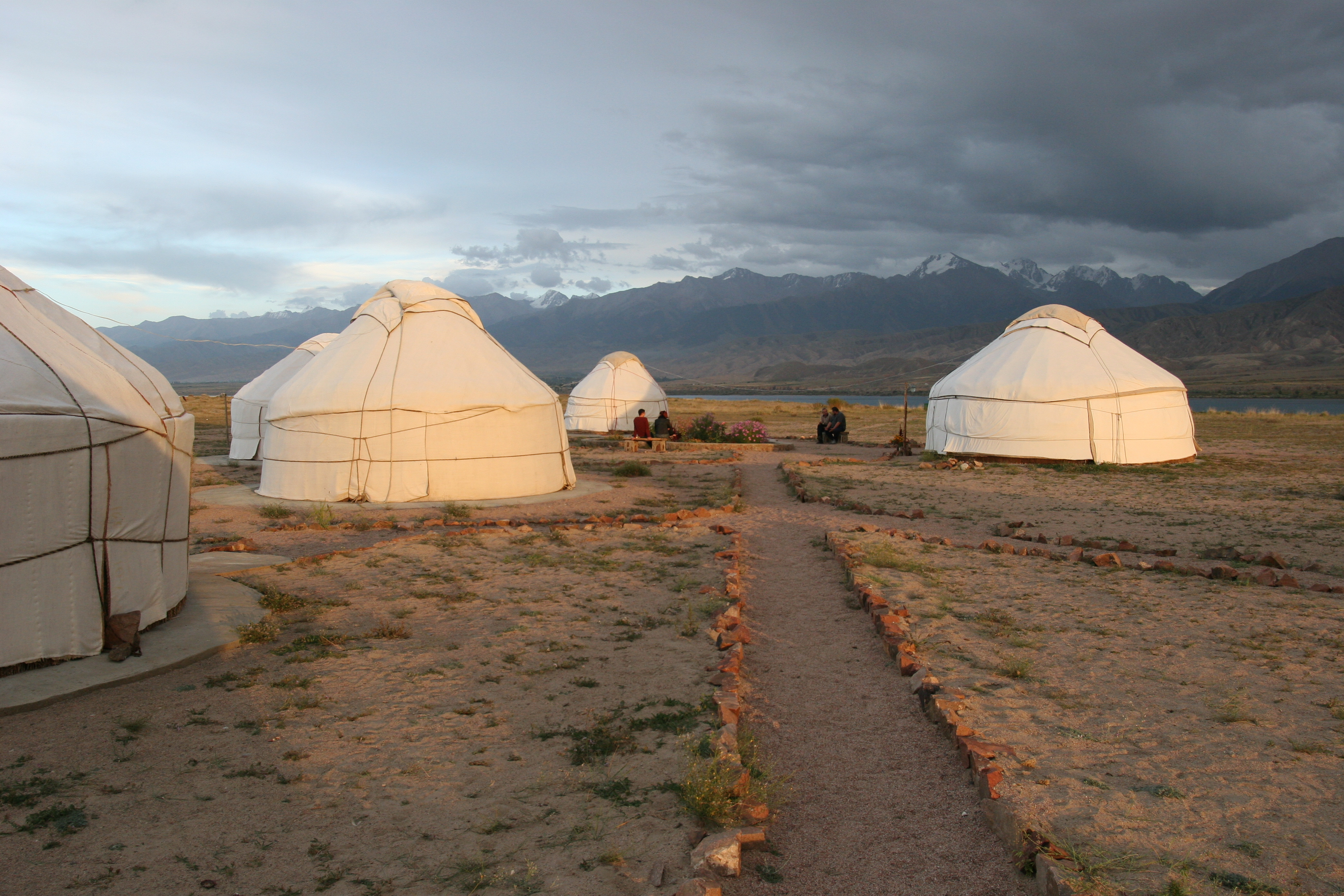
Jurten am Issyk-Kul

Basarbaj Nojgutow ist ein Hirte der lokalen Sowchose. An diesem Tag wird er aber, statt sich um die Schafe des Betriebes zu kümmern, Geologen als Führer in den Bergen zur Verfügung stehen. Leicht verdientes Geld. Basarbaj ist des Hirtenlebens müde. Harte Arbeit, schlechte Lebensbedingungen, eine unglückliche Ehe, Alkoholsucht. Im Vergleich mit manch anderem Hirten des Großbetriebes, vor allem Boston Urkuntschijew, sieht er sich als vom Leben benachteiligt an. Er ist froh, als er den Geologen am Ende des Tages eine Flasche Wodka abschwatzen kann. Auf dem Heimweg macht er Rast an genau jenem Ort, an dem Akbara und Taschtschajnar ihre Höhle haben. Diese sind auf der Jagd und haben die Jungen allein gelassen. Basarbaj bemerkt die Höhle mit den Jungen. Er nimmt sie mit, um sie zu verkaufen. Plötzlich wird ihm bewusst, in welche Gefahr er sich gebracht hat. Die Elterntiere könnten in der Nähe sein. Sofort macht er sich auf den Weg nach Hause, vergisst dabei sogar die Wodkaflasche. Wenig später kommen die Wölfe zur Höhle, bemerken den Diebstahl und nehmen die Verfolgung auf. Unbewaffnet wird es für Basarbaj ein Lauf um Leben und Tod. Dank seines Pferdes schafft er es bis zur Schäferei Bostons. Hier sind Hunde und Menschen. Die Wölfe bleiben abseits. Boston, der Hausherr, ist nicht anwesend, jedoch andere Hirten, Bostons Frau Gulümkan und Kendschesch, der anderthalbjährige Sohn Bostons. Stolz führt Basarbaj seine Beute vor. Alle sind von den Welpen angetan. Der kleine Kendschesch spielt mit ihnen. Dann will Basarbaj weiter, da ihm zwei von Bostons Hirten bewaffnete Begleitung anbieten. Als Boston von der Rajonsversammlung heimkommt, ist er gar nicht begeistert. Er hält wenig von dem Faulpelz Basarbaj, noch weniger von dessen Ausräumung der Wolfshöhle. Er ahnt, dass er den Schaden zu tragen hat, denn die Wölfe sind wütend, trauernd um den Verlust ihrer Kinder. In der Nacht veranstalten Akbara und Taschtschajnar ein furchtbares Geheul, das Gulümkan große Angst macht. Nicht nur diese Nacht … Boston will daher die Wolfsjungen zurückholen. Er reitet zu Basarbaj, um sie ihm abzukaufen. Dieser hasst Boston wegen dessen Erfolgs, seiner jungen, schönen Frau, seines Ansehens. Er verkauft sie ihm nicht und wird sich später damit immer wieder vor anderen rühmen. Boston sorgt sich um seine Frau, die um ihren Sohn. Der Kleine ist das Bindeglied zwischen ihnen, die beide schon einmal verheiratet waren. Gulümkans erster Mann Ernasar war der beste Freund Bostons. Beide waren seelenverwandt, liebten die Natur, schätzen die Arbeit. Auf der Suche nach neuen Weidegebieten für die Schafe wollten sie den alten Pass durch das Gebirge wiederfinden, den seit dem Krieg keiner mehr begangen hat, erst aus Mangel an Männern, dann aus Mangel an Erinnerung. 

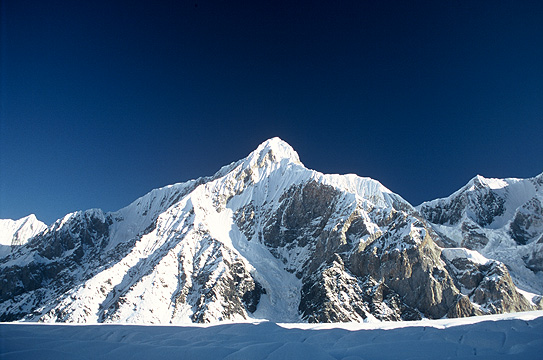
Im Tian Shan

 In den Bergen stürzt Ernasar samt Pferd in eine vom Schnee verdeckte Gletscherspalte und ist vermutlich sofort tot. Trotzdem holt Boston einen Rettungstrupp. Aber auch die Bergretter können nur noch den Tod bestätigen. Bergen können sie den Toten nicht. Er bleibt im ewigen Eis zurück. Boston gibt sich die Schuld am Tode Ernasars. Er und seine erste Frau kümmern sich um die junge Witwe. Als etwas später seine Frau an Krebs stirbt, kommen die beiden zusammen … Die Wölfe lassen die Menschen nicht in Ruhe, sie vermuten ihre Jungen in Bostons Winterlager. Sie heulen in der Nacht, am Tage reißen sie Schafe und greifen auch einmal einen Hirten an. Boston kommt zum Schluss, dass er die Wölfe töten muss, obwohl es ihm widerstrebt. In der Sowchose hat er, obwohl Bestarbeiter, Probleme mit dem kommunistischen Parteileiter Kotschkorbajew. Dem sind Bostons Bestrebungen nach mehr Eigenverantwortung und (privat)wirtschaftlichen Anreizen für die Mitarbeiter ein Dorn im Auge. Für Boston ist der Parteileiter wiederum eine Person, deren praktischen Nutzen er in Frage stellt, ein Nutznießer. Bei einer Versammlung der Sowchose geraten die beiden wortgewaltig aneinander, es geht dabei auch um die Wölfe. Der Direktor muss vermitteln; auf der einen Seite sein bester Mitarbeiter, auf der anderen Seite die mächtige Partei, die auch ihm gefährlich werden konnte … Bei einem Besuch im Dorf trifft Boston auf Basarbaj, der ihn im Restaurant provoziert. Basarbaj ist sauer, da er gehört hat, dass Boston ihm die Schuld am Wüten der Wölfe gibt. Es kommt fast zu einer tätlichen Auseinandersetzung. Später geht Boston auf die Jagd nach den Wölfen. Er versteckt sich hinter einem Busch und wartet. Die Tiere sind schlauer, als er dachte. Sie jagen getrennt. Als er Akbara aufs Korn nimmt, greift ihn Taschtschajnar an. Boston kann ihn gerade noch erlegen, Akbara jedoch nicht. Er ist unzufrieden, denn er schätzt die Wölfin als gefährlicher ein … Für die Menschen wird es Zeit, das Winterlager ab- und mit den Schafen zu den Frühjahrsweiden aufzubrechen. So macht sich auch die Schäferei Bostons auf den Weg. Im Winterlager wird geputzt und aufgeräumt. Boston kommt vom Auftrieb zurück, um seiner Frau beim Packen zu helfen. Akbara macht sich ebenfalls auf zur Schäferei. Sie sucht noch immer ihre Jungen. Da die Schäferei verlassen scheint, streift sie dicht um die Gebäude. Sie trifft auf den kleinen Kendschesch, der sie für einen grauen Hund hält. Das Kind hat keine Angst vor ihr und begegnet ihr ganz zärtlich, so dass auch Akbara plötzlich von Muttergefühlen überflutet wird und diesen kleinen Menschen „adoptieren“ will. Sie leckt ihm das Gesicht, dann packt sie den Jungen an den Kleidern, wirft ihn sich über den Rücken (in einer Art, wie die Wölfe sonst junge Lämmer transportieren) und flieht mit ihm. Eine Frau hört den Schrei des Jungen und ruft um Hilfe. Boston stürzt aus dem Haus mit der Flinte der Wölfin nach. 

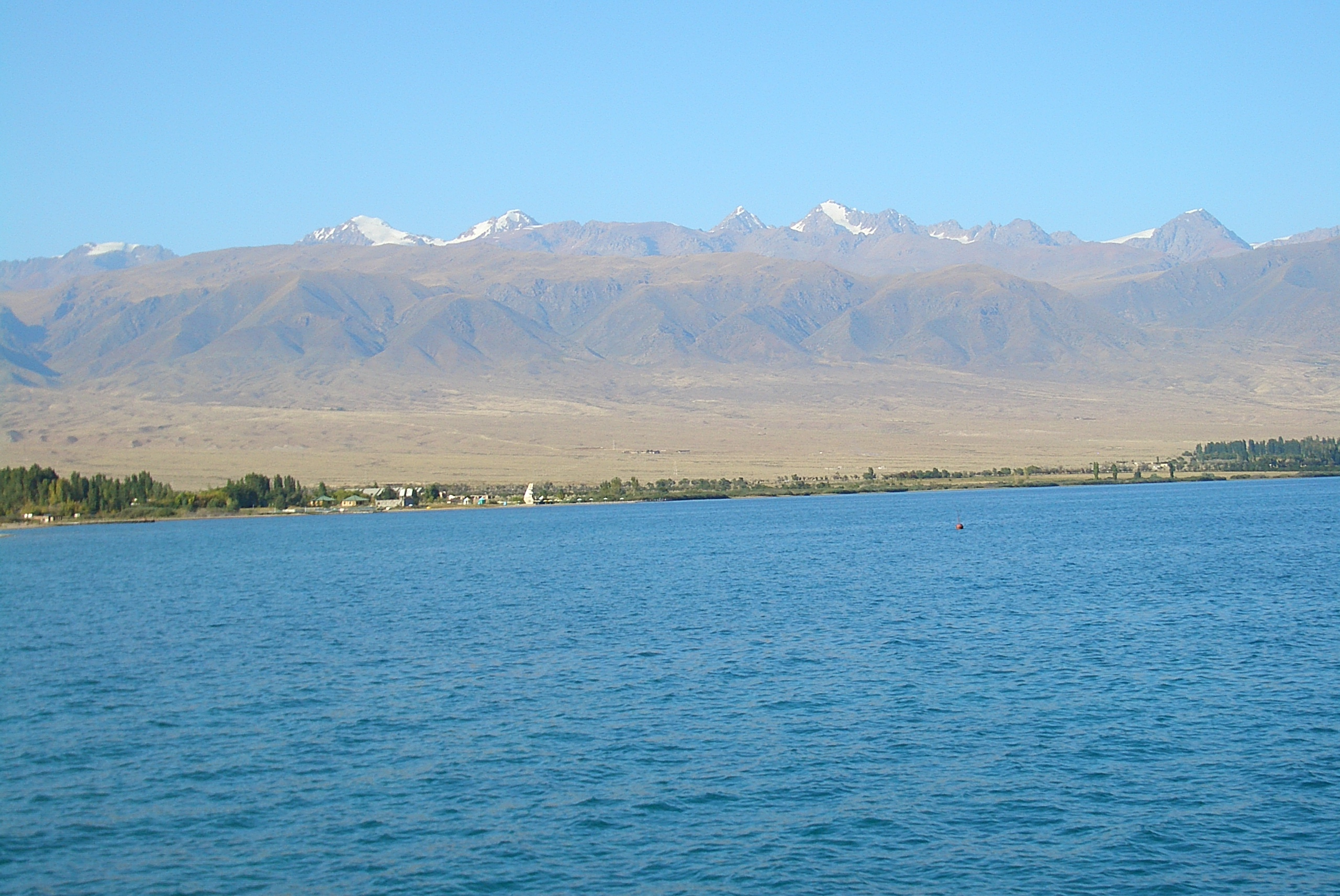
Am Issyk-Kul

 Er ruft nach ihr, bittet sie, das Kind freizulassen, was diese natürlich nicht versteht. Die Frauen kreischen, Boston entscheidet sich zum Schuss. Der tötet das Tier und seinen Sohn. Voll Trauer und Zorn beschließt Boston nun Rache. Er lässt die Frauen mit dem toten Kind zurück und reitet zum Lager Basarbajs. Dort ist man ebenfalls im Aufbruch. Boston erschießt Basarbaj mit den Worten „Du bist es nicht wert, auf der Welt zu leben, und ich selbst will mit dir Schluss machen“ – vor den entsetzen Augen der Wirtschaftshelfer. Anschließend verkündet er, dass er nun dorthin geht, wohin er muss. Er reitet davon, gibt dann seinem Pferd die Freiheit, geht zu Fuß weiter. „Die blaue Jähe des Issyk-Kul rückte immer näher, und er wollte sich darin auflösen, verschwinden – er wünschte zu leben und wollte nicht mehr leben. Genau wie diese Wogen – die Welle schäumt, entschwindet und wird aufs neue aus sich selbst geboren.“ (Ende 3. Teil) Am Ende thematisiert der Roman noch einmal philosophisch das Ende der Welt, der individuellen Welt. Damit schließt Aitmatow zuletzt noch einmal an die Geschehnisse in Jerusalem an, an das Gespräch zwischen Pilatus und Jesus über das Ende der Welt.

## Interpretation

### Gesellschaftskritik
Der Richtplatz gilt als erstes literarisches Signal für die Perestrojka in der Sowjetunion und die Wende in der DDR. Die Perestrojka beginnt mit Michail Gorbatschow, der 1985 Generalsekretär des ZK der KPdSU wird. Der Roman erscheint 1986. Bereits zuvor, in den Jahren 1983 und 1984, gab es unter Andropow eine Zeit der Neubesinnung und des Aufbruchs in der politischen Landschaft der Sowjetunion. Die Zeit davor, die Ära Breschnew, war, ähnlich der Ära Erich Honecker in der DDR, eine Zeit der Stagnation und des politischen, wissenschaftlichen und wirtschaftlichen Niedergangs, in der der Realsozialismus seinen Anschluss an den Westen verlor. Diese Zeit prägt noch immer das Gesellschaftssystem der Staaten des ehemaligen Ostblocks, als der Roman erscheint. In diesem Umfeld muss er verstanden werden, da sonst die Brisanz vieler Aussagen nicht klar wird. Aitmatow, nach wie vor sowjetischer Parteifunktionär und Vorzeigeschriftsteller, hatte sich langsam zum Kritiker entwickelt. Der Umbruch in der Sowjetunion bereitet den Boden der Veröffentlichung des Romans. Eine Signalwirkung ging vom Roman jedoch gerade in den Ländern aus, die der Perestrojka Gorbatschows kritisch gegenüberstanden, wie die DDR. Hier erreichte das Buch von 1987 bis 1990 6 Auflagen (plus 1 Lizenzauflage im DDR-Reclam-Verlag).
Werden in der DDR Umweltschützer und Kritiker der SED bis zur Wende 1989 durch die Staatssicherheit verfolgt, kritisiert Aitmatow offen die rücksichtslose Ausbeutung der Natur, die Jagd nach Bodenschätzen, für die auf die Umwelt keine Rücksicht genommen wird, wie beispielsweise an dieser Stelle: „Über viele Hunderte, Tausende Hektar rund um den See Aldasch wurde das uralte Schilfdickicht vernichtet. Nach dem Krieg hatte man hier riesige Vorkommen seltener Rohstoffe entdeckt … wer denkt da noch an das Röhricht, wenn man sogar den Untergang des Sees, obgleich er als einzigartig galt, nicht verhindern konnte, der Mangel an Rohstoffen ging vor. Warum nicht die Eingeweide des gesamten Erdballs ausnehmen wie einen Kürbis.“ (Ende 2. Teil; S. 306) Er betitelt durch seine Hauptperson Boston den Parteifunktionär Kotschkorbajew als überflüssig, parasitisch und erinnert damit an den späteren Wendespruch „Stasi in die Produktion!“ Er kritisiert die in den letzten Jahren des Realsozialismus weit verbreiteten Probleme wie Schwarzarbeit, Alkoholismus, Drogenhandel und Gewalt (vor allem in Armee und Strafvollzug). Letzteres gelingt ihm durch die negative Besetzung der Person des Ober-Kandalow, der im Suff mit seinen Kumpanen Awdijs Tod verursacht, sowie durch die Andeutungen auf das katastrophale Schicksal junger Leute, die wegen kleinkrimineller Straffälligkeit in Lager nach Sibirien geschickt werden. Er kritisiert den Umgang der Verantwortlichen mit diesen Problemen, die diese lieber vertuschen und Kritiker verfolgen, anstatt die Probleme anzugehen. Awdijs Bericht über die Drogenkuriere soll nicht in der Zeitung veröffentlicht werden, „da haben sich gewisse Bedenken hinsichtlich des Prestiges unseres Landes ergeben (bedenkliche Tatsache, wenn wir vor uns selbst ein Geheimnis schaffen)“ (S. 281). Er kritisiert die Entfremdung des Menschen vom Eigentum, die fehlende Mitsprache in der Produktion und ruft nach einer Reform der Planung (Planwirtschaft) und der Verwaltung.
Die Kritik, die Awdji an der Kirche anbringt, muss ebenfalls als Metapher für die Kritik an der Partei gelesen werden: „Der Dogmatismus ist die allerstärkste Stütze aller Zustände und aller Mächte“ (S. 122), „… auch in der Welt wird nicht geduldet, dass man grundlegende Lehren in Zweifel zieht, beansprucht doch jede Ideologie den Besitz der endgültigen Wahrheit, und damit wirst du unweigerlich zusammenstoßen.“ (S. 123)

### Philosophie
Die in den Roman eingebettete Rückschau auf die Kreuzigung Jesu ist vermutlich der Schlüssel für die philosophischen Aussagen des Romans. Da ist Jesus Christus, da ist der moderne Nachfolger Christi, der religiös motivierte Weltverbesserer Awdij, da ist die Lebensgeschichte des strebsamen Schafhirten Boston. Alle scheitern auf den ersten Blick. Sie werden gerichtet, weil sie nicht dem gesellschaftlichen Mainstream folgen. Doch ihr Scheitern gibt Hoffnung auf eine bessere Zukunft, auf eine Reform der Menschheit.

Das Gespräch zwischen Pilatus und Christus ist in weiten Teilen erfunden. Jesus wird sehr menschlich dargestellt. Aitmatow war kein Christ. Er gehörte, als er das Buch schrieb, der Kommunistischen Partei der SU in führender Position an. Bereits sein Vater war Kommunist. Als Kirgise entstammt er zudem einer traditionell muslimischen Gesellschaft. Insofern ist es ein humanistischer Jesus Christus, der dem Leser im Roman begegnet, ein Jesus, dessen Hauptanliegen die Neuausrichtung des Menschen (der Gesellschaft) im Diesseits ist. So auch bei Awdij, der es sich zur Aufgabe macht, kleine Leute aus der Drogenszene zu bekehren, Jungs, die das Glück mit den falschen Mitteln suchen. Oder der versucht, Menschen die Augen dafür zu öffnen, dass ein Verbrechen an der Natur auch ein Verbrechen am Menschen ist. Letzteres Motiv findet sich auch bei Bostons Auseinandersetzung mit Basarbaj wieder. Sie alle scheitern am Primitiven im Menschen. So geißelt Aitmatow Machtsucht und Gewalt (die Herrschaft des Menschen über andere Menschen), Neid, Geldgier und Schwäche (Alkoholismus, Drogen) als Übel der Menschheit. Er appelliert an die Entscheidungsfähigkeit des Menschen. Bereits am Anfang des Romans, während er über die heile Welt der kasachischen Steppe schreibt, fallen inhaltsreiche Aussagen wie diese: „ihnen (den Tieren) war noch weniger das Wissen eingegeben, dass alles, was in der menschlichen Gesellschaft gewöhnlich geworden ist, in sich die Quelle des Guten wie des Bösen … verbirgt. Und dass es ganz von den Menschen abhängt, wohin sie diese Kraft lenken …“ (S. 20). Jesus legt er die folgenden Aussagen in den Mund: „Der Schöpfer hat uns mit dem höchsten Gut dieser Welt ausgestattet – mit Vernunft“ (S. 223). „Nicht ich … werde nach der Auferstehung wiederkommen, sondern ihr Menschen seid es … durch meine Leiden, in den Menschen komme ich zu Menschen zurück …  so soll der Mensch auf den Thron seiner Bestimmung geführt werden – zum Guten und zur Schönheit“ (S. 225). „Ich (Jesus) möchte das Böse in den Taten und in dem Trachten der Menschen ausmerzen.“(S. 227) „Jeder verlangt danach, über wenigstens einen einzigen seiner Brüder zu herrschen. Darin liegt das Unheil.“ (S. 229) „So wisse … das Ende der Welt bringe nicht ich, es kommt auch nicht von Naturkatastrophen, sondern von der Feindschaft und dem Hass der Menschen.“ (S. 233)

### Textausgaben
- Der Richtplatz, Zürich: Unionsverl. 2008, ISBN 978-3-293-00393-4 (akt. dt. Ausgabe)
- Der Richtplatz, Zürich: Unionsverl. 1987, ISBN 3-293-00121-1 (BRD-Erstausgabe)
- Die Richtstatt, Berlin: Verl. Volk u. Welt 1987, ISBN 3-353-00261-8 (DDR-Erstausgabe)
- Чингиз Айтматов: Плаха. Azbuka-Klassika, Sankt-Petersburg 2008, ISBN 978-5-91181-613-1 (akt. russ. Ausgabe)

### Sekundärliteratur
- Ruth Weiss: Die Richtstatt. Legenden und religiöse Motive im Werk Tschingis Aitmatows, Literaturkritik.de, 2008 literaturkritik.de
- Rainer Traub: Verteidigung der Wölfe gegen die Menschen. In: Der Spiegel. Nr. 35, 1987 (online).